# Chiesa dei Santi Giacomo e Niccolò
La chiesa dei Santi Giacomo e Niccolò si trova nella frazione di Quercegrossa in provincia di Siena, nella parte di territorio compresa nel comune di Castelnuovo Berardenga.

## Storia
È stata riedificata nel 1957 sull'originario edificio romanico ancora riconoscibile nel lato sinistro.

## Architettura
L'interno ospita nella scarsella un capolavoro della scultura quattrocentesca senese: lo splendido gruppo della Pietà in terracotta policromata dovuto a Francesco di Giorgio Martini e ad un suo collaboratore, probabilmente Giacomo Cozzarelli, databile verso la fine degli anni ottanta del XV secolo. L'opera, il cui bozzetto è conservato nel Museo artistico industriale di Roma, proviene dal distrutto monastero olivetano di San Benedetto fuori porta Tufi a Siena.